# Abchazische luchtmacht

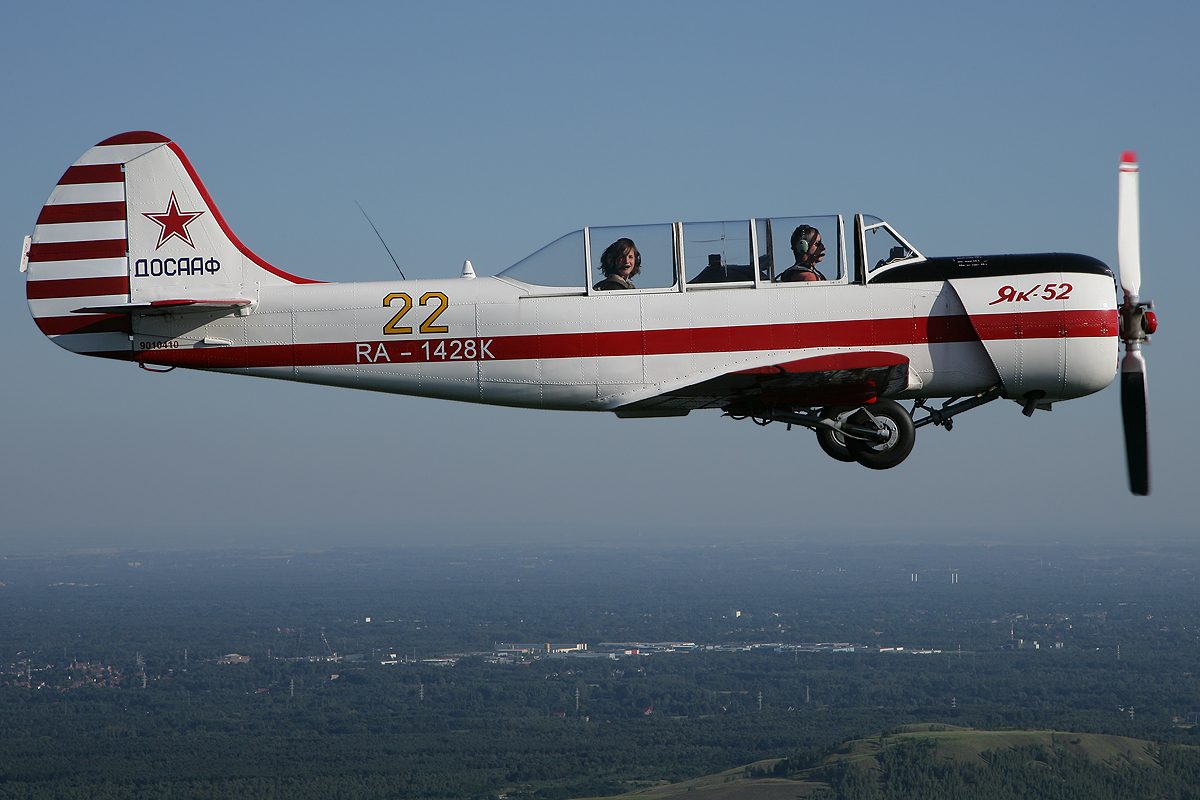
Yakovlev Yak-52.

De Abchazische luchtmacht is de, relatief kleine, luchtmacht van Abchazië. Abchazië is een autonome republiek in het noordwesten van Georgië die niet internationaal erkend is. De luchtmacht werd opgericht in 1992 op basis van Yakovlev Yak-52-trainingsvliegtuigen gewapend met machinegeweren. De eerste missie werd gevlogen op 27 augustus dat jaar, een gebeurtenis die nog steeds gevierd wordt op luchtvaartdag. In 1992 en 1993 kwam de luchtmacht in actie bij het Georgisch-Abchazisch conflict. Bekend is dat de Abchazische luchtmacht op 4 juli van dat laatste jaar een Yak-52 verloor. Eind 2001 werd gerapporteerd dat de Abchazische luchtmacht bestond uit 250 personeelsleden en zeven vliegtuigen en helikopters. In februari 2007 meldde een Russische website dat de luchtmacht negen toestellen bezit.

## Vliegtuigen
| Toestel                   | Aantal | Rol                 | Herkomst |
| ------------------------- | ------ | ------------------- | -------- |
| Yakovlev Yak-52           | 1      | trainer             | Rusland  |
| Soechoj Soe-27            | 2      | gevecht             | Rusland  |
| Soechoj Soe-25            | 1      | aanval              | Rusland  |
| Mikojan-Goerevitsj MiG-21 | 1      | gevecht             | Rusland  |
| Aero L-39 Albatros        | 2      | trainer             | Tsjechië |
| Mil Mi-8                  | 2      | transporthelikopter | Rusland  |

Bron: 